# Universitatea Ca' Foscari din Veneția
Universitatea Ca' Foscari din Veneția (în italiană Università Ca' Foscari Venezia) este o universitate publică de cercetare și o școală de afaceri din Veneția, Italia. De la înființarea sa în 1868, a fost găzduit în palatul gotic venețian Ca' Foscari, de la care își ia numele. Palatul se află pe Marele Canal, între Rialto și San Marco, în sestiere din Dorsoduro, celelalte părți ale universității sunt situate în jurul centrului istoric. Ca' Foscari dispune de campusuri și în Mestre și Treviso.
Universitatea a fost fondată în 1868 după anexarea regiunii Veneto în Regatul Italiei sub numele de Regia Scuola Superiore di Commercio (Colegiul Regal de Comerț). Aceasta este a doua cea mai veche școală de afaceri din lume (după Institut Supérieur de Commerce d'Anvers, creat în 1853). În prezent, are opt departamente și aproape 21 000 de studenți și este cea mai mare universitate din Veneția.

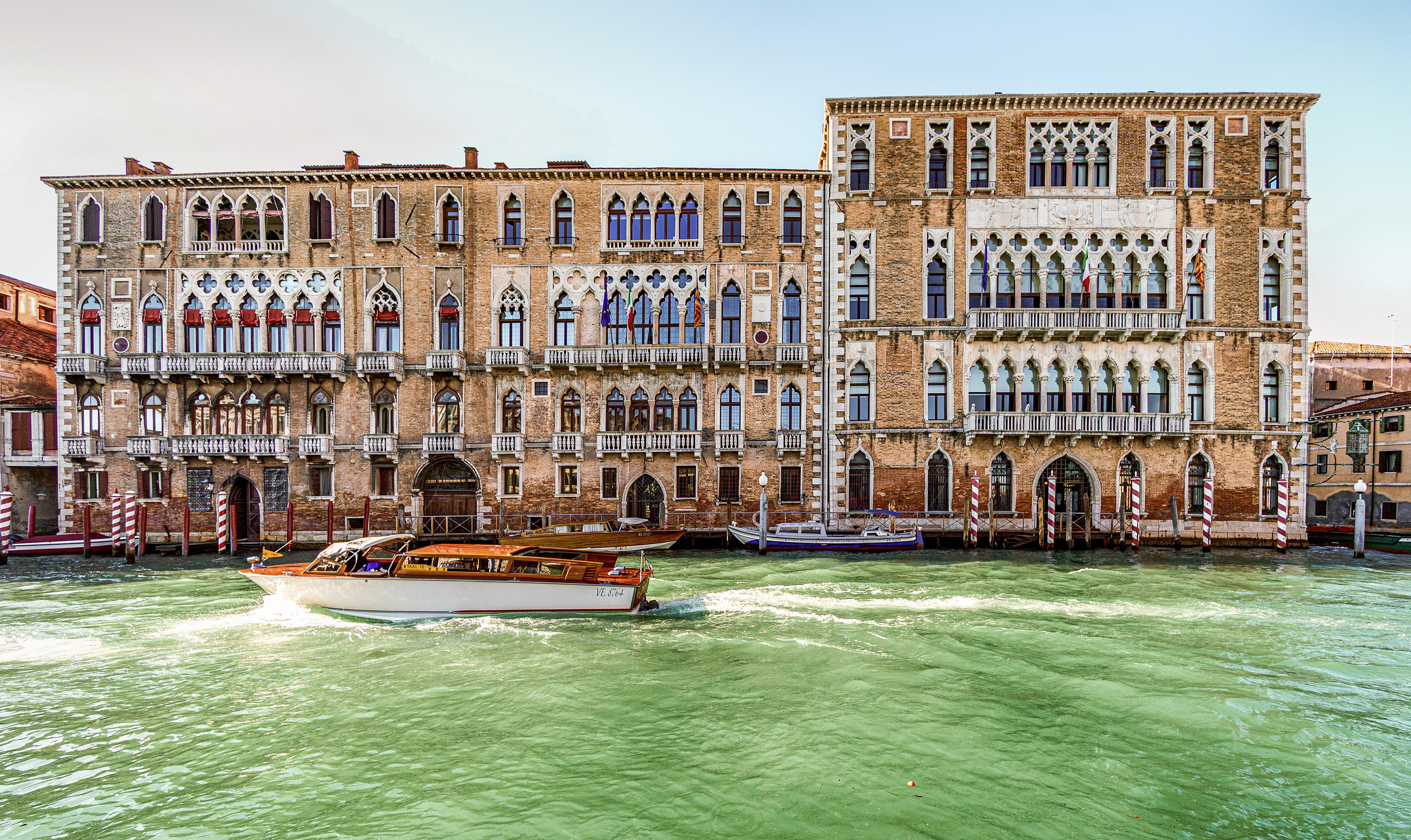
Palatul Ca' Foscari

Predarea și cercetarea sa se concentrează pe economie și afaceri, științe umaniste și limbi moderne.

## Istorie

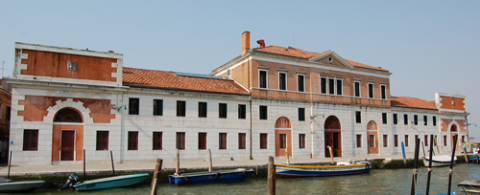
Campusul San Giobbe, Departamentul de Economie al Ca' Foscari.

Universitatea Ca' Foscari a fost înființată ca „Regia Scuola Superiore di Commercio” (Colegiul Regal de Comerț) în 6 august 1868 printr-un decret regal. Predarea a început în luna decembrie în anul 1868. Propunerea înființării acestei școli a apărut după anexarea Veneto la noul Regat al Italiei în 1866 și a fost promovată în special de trei persoane: economistul politic evreu Luigi Luzzatti, mai târziu prim-ministru al Italiei; Edoardo Deodati, senator al Regatului Italiei și vicepreședinte al provinciei Veneția; și economistul politic sicilian Francesco Ferrara, director al școlii în primii treizeci de ani. 
Școala a fost primul institut de învățământ superior în comerț din Italia. Aceasta a avut o secție diplomatică pentru a instrui și educa diplomații și personalul consular comercial pentru serviciul de peste mări și dreptul internațional. De asemenea, Ca' Foscari a fost creată și pentru a funcționa ca un colegiu de formare pentru profesorii de liceu de materii comerciale. Limbile străine și studiul culturilor străine au fost predate de la început.

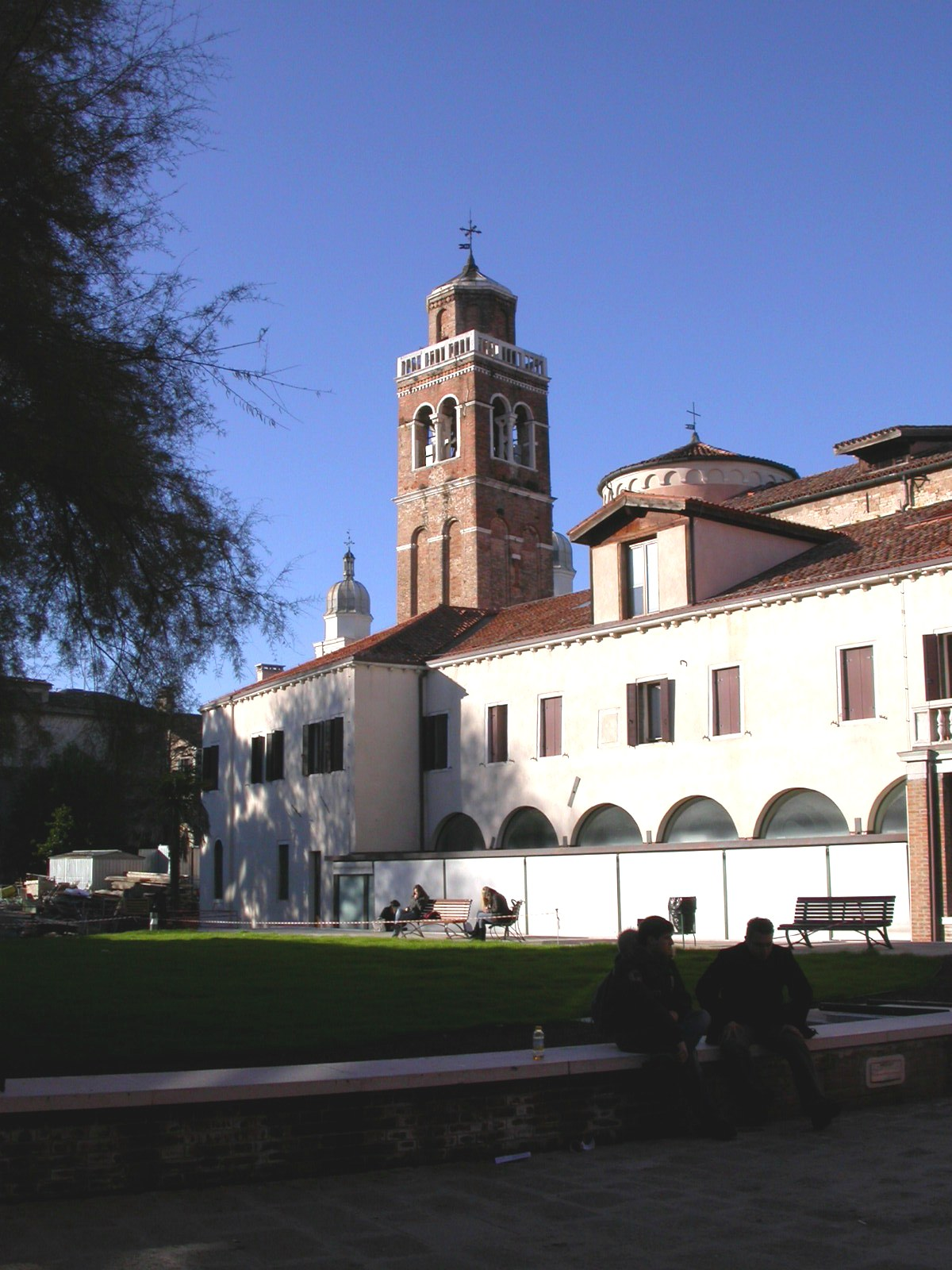
Campusul San Sebastiano.

După stabilirea unei programe naționale de predare universitară în 1935, Istituto Superiore di Economia e Commercio di Venezia (așa cum era numită pe atunci) a fost autorizat să acorde diplome de laurea de patru ani. În 1968 a obținut statutul de universitate, iar denumirea i-a fost schimbată în Università degli Studi di Venezia. În următorul an au fost create două facultăți noi: de chimie industrială și de filozofie și litere. 
Actualmente, Ca' Foscari găzduiește opt centre strategice de cercetare:
- Centrul pentru Patrimoniu Cultural și Tehnologie,[5]
- Centrul Euro-Mediteranean pentru Schimbările Climatice,[6]
- Centrul European pentru Tehnologia Vie,[7]
- Centrul pentru Științe umaniste și schimbări sociale Arhivat în 8 septembrie 2024, la Wayback Machine.,
- Institutul pentru Provocări Globale,
- Centrul Marco Polo,
- Centrul de Științe Umaniste și Publice de la Veneția
- Centrul de Analiză Economică și Riscului de la Veneția pentru Politici Publice Arhivat în 7 decembrie 2024, la Wayback Machine..

## Organizare
Universitatea este împărțită în opt departamente: 
- Economie
- Filosofie și moștenire culturală
- Management
- Știința mediului, informatică și statistică
- Știința moleculară și nanosisteme
- Studii lingvistice și culturale comparate
- Științe umaniste
- Studii asiatice și mediteraneene africane

## Clasamente
Clasamentul QS World University pe discipline a situat universitatea Ca' Foscari din Veneția în topul celor 100 de universități din lume pentru limbi moderne, printre primele 150 din lume pentru științe umaniste și printre primele 200 din lume pentru economie și management.
De asemenea, universitatea s-a clasat ca a treia cea mai bună universitate publică din Italia pentru calitatea cercetării, conform ANVUR (Agenția Națională pentru Evaluarea Sistemelor de Cercetare Universitară) în 2018.

## Absolvenți de seamă
Printre absolvenții de seamă ai universității se numără:
- Simone Albrigi, artist de benzi desenate, cunoscută sub pseudonimul „Sio”
- Michele Boldrin, economist[10]
- Carlo Carraro, economist și președintele Ca' Foscari între 2009 și 2014[11]
- Paolo Costa, economist și om politic[12]
- Enrico Dallavecchia, om de afaceri[13]
- Giuseppe De'Longhi, om de afaceri[14]
- Nicolò Degiorgis, artist, editor, curator
- Giuseppe Durato, artist manga[15]
- Barbara Frale, istoric[16]
- Massimiliano Frani, pianist[17]
- Mario Fratti, dramaturg și critic de dramă
- Lilli Gruber, politician, autoare, jurnalist și personalitate TV[18]
- Carla Lavatelli, artistă italo-americană
- Beatrice Leanza, curator
- Giancarlo Ligabue, paleontolog și om politic
- Ugo La Malfa, politician[19]
- Rina Macrelli, scenarist și eseist
- Roberto Meneguzzo, bancher and investor[20]
- Damiano Michieletto, director de operă[21]
- Sara Moretto, politician
- Lionello Perera, bancher, patron al artelor[22]
- Flaminio Piccoli, politician[23]
- Renzo Rosso, om de afaceri, fondator al mărcii de îmbrăcăminte Diesel[24]
- Francesca Trivellato, istorică
- Paul Watzlawick, filozof și psiholog[25]
- Lella Vignelli, arhitect și designer[26]
- Guglielmo Cinque, lingvist
- Enzo Spatalino, comedian[27]